# Caryomyia conoidea
Caryomyia conoidea är en tvåvingeart som beskrevs av Gagne 2008. Caryomyia conoidea ingår i släktet Caryomyia och familjen gallmyggor. Inga underarter finns listade i Catalogue of Life.